# ATLスカイトレイン
ATLスカイトレイン（英: ATL Skytrain）は、ハーツフィールド・ジャクソン・アトランタ国際空港の自動案内軌条式旅客輸送システム路線で、ATLはアトランタ(Atlanta)を意味する空港コードである。
当システムは、2009年12月8日に開業した。
空港のコンコースを連絡する地下式のプレイン・トレインとは異なり、ATLスカイトレインは高架式で空港の外に延びており、途中で州間高速道路85号線と交差している。

## 運行

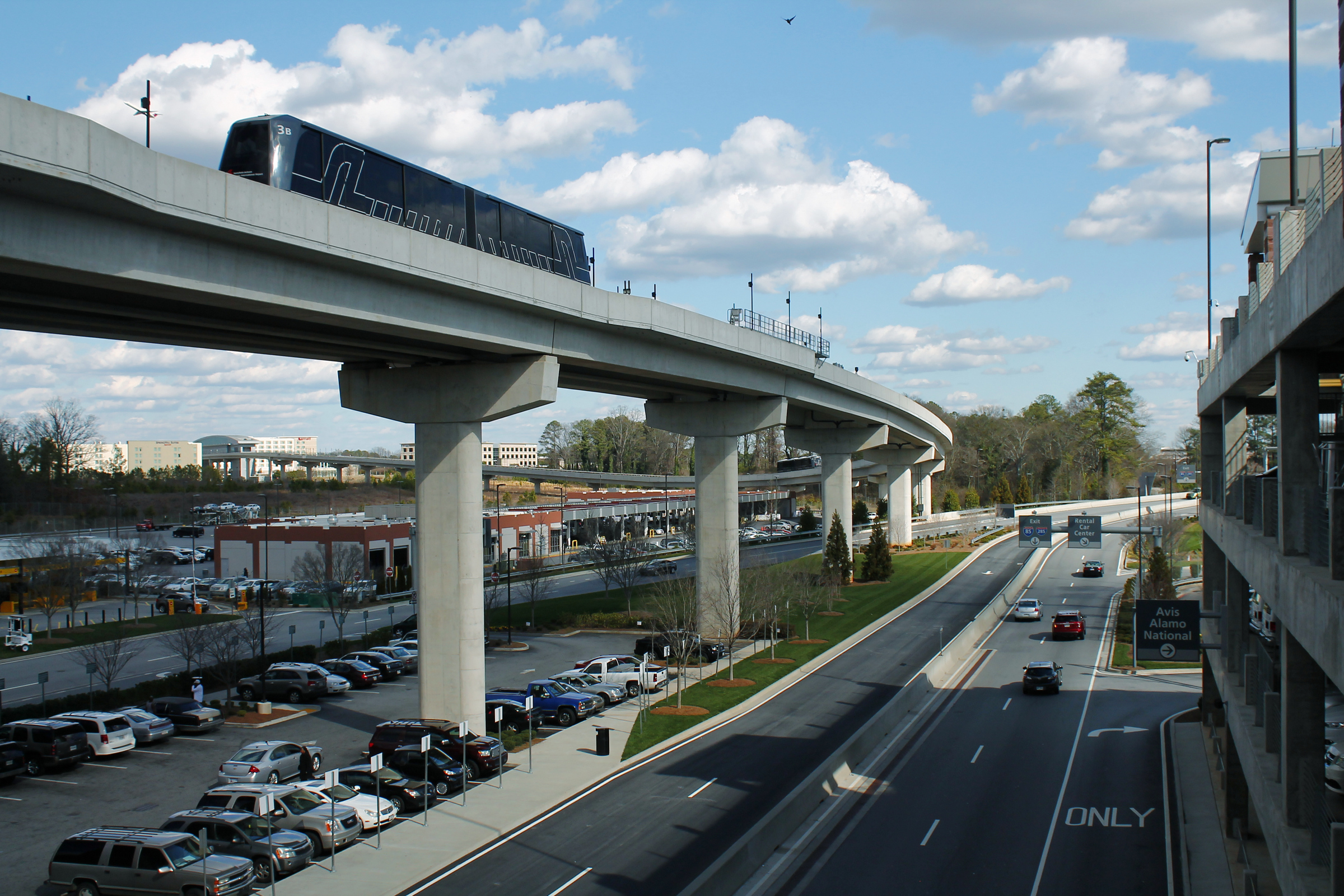
レンタルカー・センター駅付近

ATLスカイトレインは空港の国内線ターミナルとレンタルカー・センターを結んでいる。途中駅のゲートウェイ・センターにはジョージア国際会議場やホテルが立地している。
国内線ターミナルからレンタルカー・センターまでの乗車時間は約5分である。そして2分半の停車の後折り返す。
空港の駅は、メイン・ターミナル総合ビルの西端にあるMARTAのエアポート駅に隣接している。
ATLスカイトレインは、2両編成のクリスタルムーバー車両を使用している。
レンタルカー・センター駅の南には車両の整備場があり、車庫も備えている。
列車のアナウンスはプロの声優であるシャロン·フェインゴールドの声であり、2012年より、プレイン・トレインの声も担当している。
プレイン・トレインは空港内の地下式ピープルムーバーで車両はボンバルディアInnovia APM 100車両を使用している。

## Automated People Mover車両仕様
下記は、2009年の路線開業以来、現在使用中であるATLスカイトレイン向けの、現在のAutomated People Mover車両の仕様である。
| 定員（1車両）： | 52人                  |
| 車両数：        | 12両＋1両（保守車両） |
| 重量：          | 16,000 kg (36,000 lb) |
| 長さ：          | 11.1 m (36.5 ft)      |
| 幅：            | 2.7 m (8.8 ft)        |
| 高さ：          | 3.6 m (11.9 ft)       |
| 最高速度：      | 64 km/h (40 mph)      |
| 製造メーカー：  | 三菱重工業            |